# Huntington Ingalls Industries
Huntington Ingalls Industries, Inc. (HII) (NYSE: HII) er en amerikansk skibsbyggerivirksomhed. De bygger skibe til militære formål, som sælges til USA's forsvar. Virksomheden blev etableret ved en virksomheds-spin-off fra Northrop Grumman Corporation i 2011.
HII består af tre divisioner: Newport News Shipbuilding, Ingalls Shipbuilding og Mission Technologies.